# 이토 세이

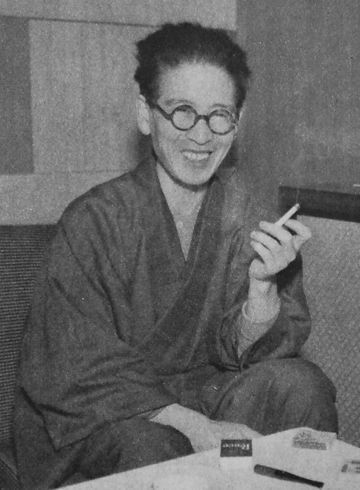

이토 세이(일본어: 伊藤整, いとう せい, 1905년 1월 16일 - 1969년 11월 15일)는 일본의 소설가, 시인 겸 평론가이다. 본명은 이토 히사시이다.
홋카이도 마쓰마에 군 태생으로 1906년에 시오타니 촌（현재의 오타루시 시오타니 정）으로 이주하였다. 구제 오타루 중학교를 거쳐 오타루고등상업학교 졸업후 교편을 잡다가 도쿄로 상경하여 도쿄상과대학(현재의 히토쓰바시 대학)에 입학하였으나, 중퇴하였다.
20세기 일본문학의 중요한 문예평론가 중 한 명이다. 쇼와 초기에 제임스 조이스의 영향을 받아 신심리주의를 제창하였고, 작품 《율리시즈》를 번역하였다. 초기에는 시인으로서 활동하였으나, 이후 소설 및 평론 쪽으로 관심을 옮겼다. 사소설 문학의 논리화를 추구함과 동시에 창작 및 집필 활동을 병행하였다. 그의 소설에 《나루미 센키치(鳴海仙吉)》 《범람(氾濫)》등이 있다. 평론서로 《일본문단사》 등을 저술하였다.
1969년 11월 15일, 위암으로 사망하였고, 1972년 신초샤에서 《이토 세이 전집》이 간행되었다.
장남 이토 시게루는 도쿄 대학 명예교수로 도시공학 전공이며, 차남 이토 레이는 전직 교수로 수필가이다.

## 채털리 재판
1950년, 이토 세이가 번역한 D. H. 로렌스의 채털리 부인의 연인이 외설문서에 해당한다는 죄목으로 경시청으로부터 적발당했다. 이 사건으로 출판사인 신초사 및 번역자 이토 세이가 외설 혐의로 기소당했다. 재판에서 예술성이 높은 문학작품을 성적인 소재를 다룬다고 하여 외설서적으로 분류하는 것에 대한 타당성 및 그 번역자에게 죄를 물을 수 있는가 등의 논쟁이 법정에서 벌어졌으나, 1957년 출판사 및 이토 세이 모두에게 유죄판결이 내려졌다. 이 번역물은 1964년에 전후로서는 드물게 복자(伏字)처리되어 출판되었다. 1996년, 차남이 같은 신초사의 작품의 삭제부분을 보충한 완역판을 출판하였으나, 현재까지 이 책은 외설서적으로 지정되지 않았다.

## 같이 보기
- 이토 세이 문학상